# Mollens (Vaud)
Mollens is een gemeente en plaats in het Zwitserse kanton Vaud, en maakt deel uit van het district Aubonne.
Mollens telt 267 inwoners.